# Marston, Missouri
 Marston är en ort i New Madrid County i delstaten Missouri, USA.